# Droga N976 (Holandia)
Droga prowincjonalna N976 (nid. Provinciale weg 976) – droga prowincjonalna w Holandii, w prowincji Groningen. Łączy drogę prowincjonalną N368 w Vlagtwedde ze wsią Sellingen i drogą prowincjonalną N366 w pobliżu Ter Apel.
N976 to droga jednopasmowa o dopuszczalnej prędkości 80 km/h. Droga nosi kolejno nazwy Weenderstraat, Lammerweg, Leemdobben, Dorpsstraat, Westerkamp, Ter Apelerstraat, Sellingerstraat i Nulweg.